# Hadnet Tesfai

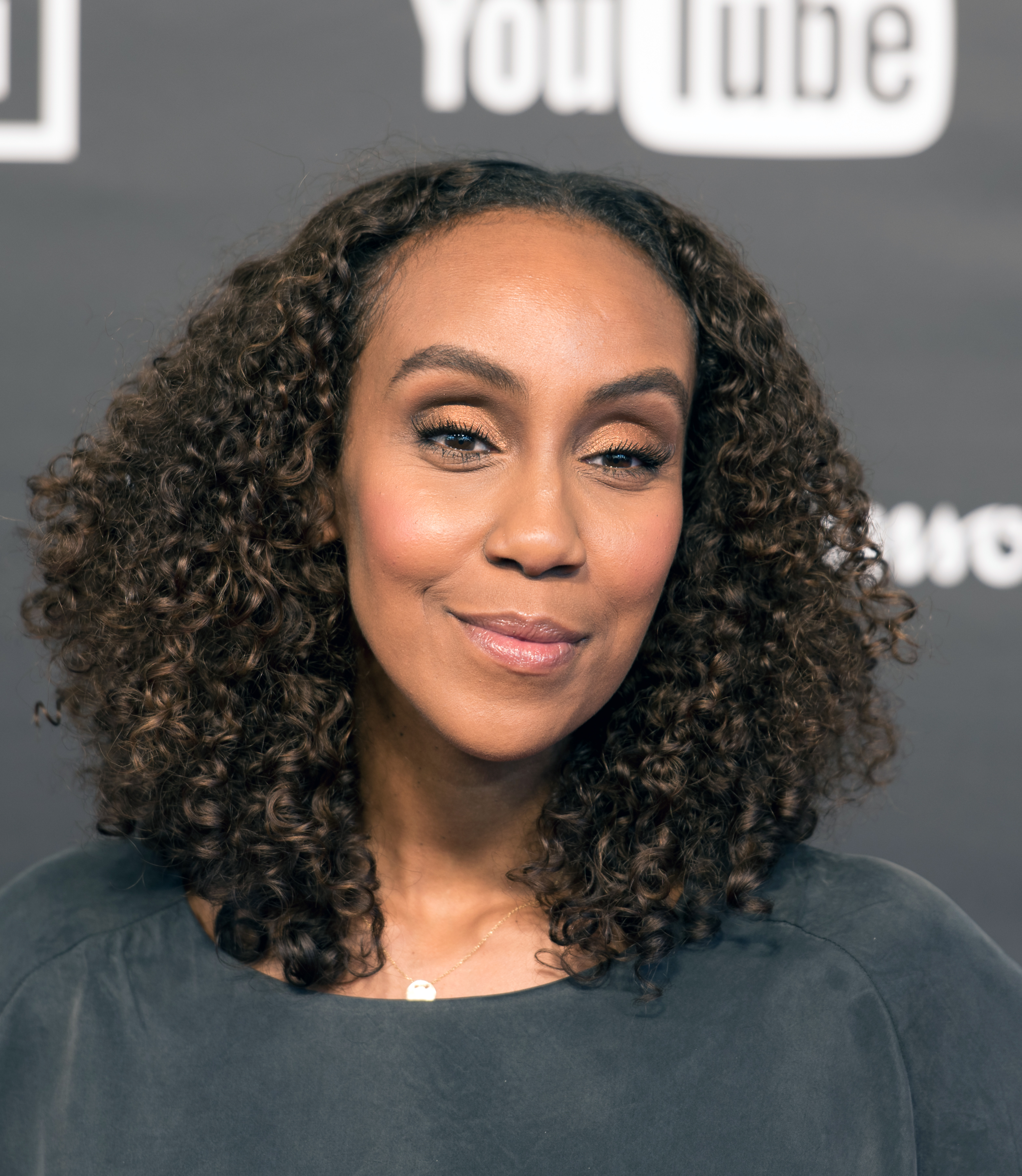
Hadnet Tesfai (2017)

Hadnet Tesfai (Tigrinya ሓድነት ተስፋይ; * 1979 in Mendefera, Äthiopien, heute Eritrea) ist eine deutsche Hörfunk- und Fernsehmoderatorin.

## Leben und Karriere
Nachdem sie ihre ersten Lebensjahre im heutigen Eritrea verbracht hatte, kam Tesfai 1982 mit ihren Eltern nach Deutschland. Diese gehören der Volksgruppe der Tigrinya an, die in Eritrea und Äthiopien leben. Nach ihrem Abitur in Göppingen studierte sie Politikwissenschaft und Arabistik und belegte einen Magisterstudiengang Nordamerika-Studien in Berlin. Ihre Karriere als Moderatorin begann sie 1999 mit einer Ausbildung beim Berliner Radiosender Kiss FM. Daran schloss sich die Arbeit beim Radiosender Fritz an, die von 2000 bis 2006 dauerte. Dort moderierte sie die Sendungen Weite Wilde Welt, 20+1 Die Fritz Hörercharts, Fritzbee und Soundgarden.
Nachdem sie bereits 2003 und 2004 kleinere Aufgaben als Moderatorin für den Fernsehsender RBB übernommen hatte, moderierte sie von 2008 bis 2010 beim Musiksender MTV Germany unter anderem die Sendungen MTV Urban, TRL und Beck’s Most Wanted Music. Hadnet Tesfai nahm an der ProSieben-Reality-Show Survivor teil, wurde jedoch schon in der ersten Folge von den anderen Kandidaten hinausgewählt. Sie spielte in der Folge Reise in den Tod der ZDF-Fernsehfilmreihe Nachtschicht mit und war als Co-Moderatorin bei red! auf ProSieben zu sehen. Außerdem gehörte sie von März 2012 bis 2016 zum festen Moderatorenteam des inzwischen eingestellten Senders ZDFkultur.
Im Sommer 2014 moderierte sie die sechsteilige Reihe The 90s in Music im Rahmen des Themenschwerpunkts The Summer Of The 90s auf arte. 2022 führte sie durch die Eröffnung der 72. Internationalen Filmfestspiele Berlin sowie durch den Preisverleihungsabend der „Goldenen Bären“.
Sie ist regelmäßig Teil der drei Prominenten der Rate-Sendung strassenstars im hr-fernsehen. Seit 2015 ist sie Field-Reporterin bei Länderspielen, die bei RTL Nitro übertragen werden. Beim SWR ist Tesfai neben Thelma Buabeng und Tasha Kimberly Gastgeberin der Talkshow Five Souls. 2021 war sie zu Gast bei  der Spieleshow Joko & Klaas gegen ProSieben. Außerdem ist sie seit Mitte 2022 Mitglied des Rateteams von Sag die Wahrheit beim SWR.